# Peter Heinrich (Politiker, 1890)
Peter Heinrich (* 14. Februar 1890 in Hatzfeld, Königreich Ungarn, Österreich-Ungarn; † 28. Oktober 1944 in Groß-Betschkerek) war ein rumänischer Politiker und Abgeordneter in den Parlamenten des Königreichs der Serben, Kroaten und Slowenen und des Königreichs Rumänien.

## Leben
Peter Heinrich war von 1919 bis 1922 Lehrer am „Deutschen Realgymnasium“ in Hatzfeld, das nach dem Ersten Weltkrieg zeitweilig zum Königreich der Serben, Kroaten und Slowenen gehörte und den Namen Žombolj trug. Heinrich war 1920 Gründungsmitglied des Schwäbisch-Deutschen Kulturbundes. Für den Ort Žombolj war er vom 18. März 1923 bis zum 24. Mai 1924 Abgeordneter der Deutschen Partei in der Jugoslawischen Nationalversammlung (serbisch Narodna Skupština) in Belgrad. 1924 geriet der Ort unter rumänische Verwaltung und nannte sich nun Jimbolia, für den Heinrich von 1931 bis 1932 in der Großrumänischen Abgeordnetenkammer (Adunarea Deputaților) in Bukarest tätig war.
Von 1940 bis 1944 war er Direktor des „Deutschen Knabengymnasiums“ in Jimbolia. Nach dem Einmarsch der Roten Armee und der jugoslawischen Volksbefreiungsarmee in das Banat wurde Heinrich im „Arbeits- und Sammellager Zrenjanin“ (deutsch Groß-Betschkerek) festgesetzt und ermordet.